# Cristina, rebelde
Cristina, rebelde es el último capítulo de la primera temporada de la serie de televisión argentina Mujeres asesinas. Este episodio se estrenó el día 13 de diciembre de 2005.
Este episodio fue protagonizado por María Leal en el papel de asesina. Coprotagonizado por Carlos Belloso y Alejandro Awada. También, contó con la actuación especial de Ricardo Díaz Mourelle. Y la participación de Abel Ayala.

## Desarrollo

### Trama
Cristina (María Leal), es una mujer que trabaja de policía en una cárcel de hombres; ella y Luís (Carlos Belloso), parecieran ser amantes manteniendo una relación abierta; ambos venden droga: en diferentes operativos, le sacan la droga a los traficantes, y luego la venden. Además de esto, Cristina suele llevarse presidiarios a su casa, para tener sexo. Ella paralelamente a esto, tiene muchísimo miedo que los descubran, por eso vive atormentada. Por el contrario Luís, está muy tranquilo de que sus andanzas nunca van a llegar a oídos de las autoridades principales. Cristina igualmente elabora un plan: decide conquistar a Mariano (Alejandro Awada) un abogado de ciertos presidiarios, que puede llegar a sospechar. Finalmente lo logra y establecen una relación. Pasan los días y ella la cuestiona al abogado, pensando que él la va a delatar; él se sincera y le dice que algo sospecha, pero que jamás la iba a evidenciar. Cristina no le cree y lo mata disparándole varias veces en el pecho y la espalda.

### Condena
Mariano L. murió en el acto. Cristina S. fue detenida, acusada de haber asesinado a su amante. En la cárcel donde espera el juicio ya recibió sanciones por mala conducta y violencia contra otras detenidas.

## Elenco
- María Leal
- Alejandro Awada
- Carlos Belloso
- Ricardo Díaz Mourelle
- Abel Ayala

## Adaptaciones
- Mujeres asesinas (México): Cristina, rebelde - Daniela Romo